# Nado sincronizado nos Jogos Pan-Americanos de 1955
As competições de nado sincronizado nos Jogos Pan-Americanos de 1955 foram realizadas na Cidade do México, México. Esta foi a primeira edição do esporte nos Jogos Pan-Americanos. 

## Individual
| POSIÇÃO | NADADORA              |
| ------- | --------------------- |
|         | Beulah Gundling (USA) |
|         | Rebeca García (MEX)   |
|         | Joanne Royer (USA)    |

## Dueto
| POSIÇÃO | NADADORAS                             |
| ------- | ------------------------------------- |
|         | Ellen Richard & Connie Todoroff (USA) |
|         | Glorida Botello & Rebeca García (MEX) |
|         | Diana Baker & Beverly McKnight (CAN)  |

## Equipes
| POSIÇÃO | NAÇÃO              |
| ------- | ------------------ |
|         | USA Estados Unidos |
|         | CAN Canadá         |
|         | MEX México         |

## Quadro de medalhas
| Posição | Nação              |   |   |   | Total |
| ------- | ------------------ | - | - | - | ----- |
| 1       | USA Estados Unidos | 3 | 0 | 1 | 4     |
| 2       | MEX México         | 0 | 2 | 1 | 3     |
| 3       | CAN Canadá         | 0 | 1 | 1 | 2     |
| Total   | Total              | 3 | 3 | 3 | 9     |